# Каменный орёл (птица)
Каменный орёл (лат. Aquila rapax) — вид хищных птиц семейства ястребиных.
Ранее описывался как один вид с Aquila nipalensis (вместе с которым, под названием «Степной орел — Aquila rapax», занесён в Красную книгу России), в настоящее время выделен в самостоятельный вид. Образуют кладу с могильником, испанским могильником и степным орлом.

## Описание
Длина тела: 60—72 см. Размах крыльев: 159—183 см. Масса самцов 1,6—2,0 кг, самок 1,6-2,5 кг.
Есть несколько морф, наряду с возрастными нарядами, подвидами и индивидуальными вариациями. Глаза от жёлтого до светло-коричневого цвета, лапы жёлтые. Крылья широкие, хвост относительно короткий.
Подвид A. r. belisarius крупнее, чем A. r. rapax, имеет меньше рыжего в окраске, а светлая морфа темнее. Подвид A. r. vindhiana является самым маленьким из трех и наиболее тёмный по окраске.
При определении могут быть легко спутаны со следующими видами: Aquila nipalensis, Aquila clanga, Aquila pomarina, Aquila wahlbergi, Ictinaetus malayensis и Aquila heliaca.

## Распространение
Саванны и степи, от 0 до 3000 метров над уровнем моря. Избегают пустынь и лесов.
Выделяют три географические расы. Одна находится в Азии (юго-восток Ирана, Пакистан, северо-западная Индия, юг Непала и западная часть Мьянмы). Вторая в Западной Африке (Чад, Судан, Эфиопия, Сомали и юго-западная часть Аравийского полуострова). Третья в Намибии и Ботсване, северной части Южной Африки, Лесото и Свазиленд.

## Питание
Питается млекопитающими, птицами, рептилиями, насекомыми, земноводными, рыбой и падалью, как правило, весом от 126 г до 2,0 кг. Бо́льшая часть пищи добывается на земле, но иногда ловят птиц до размера фламинго в полёте. Охота на рыбу осуществляется с частичным погружением тела в воду. Часто воруют и отбирают добычу у других птиц.

## Размножение
Сезон размножения длится с марта по август в северной и северо-восточной Африке, с октября по июнь в Западной Африке, круглый год в Кении, с апреля по январь в центральной и южной части Африки, и в ноябре-августе в Азии. Пары моногамны.
Гнездо сооружают из палок, иногда с добавлением костей животных. Гнездо, как правило, 1,0—1,3 м в поперечнике и глубиной около 30 см. Подстилка: трава, листья, мех. Располагается на высоте до 30 м, чаще всего между 6—15 м, в верхней части изолированного дерева.
Яиц 1—2. Насиживание в течение 39—45 дней. Насиживает в основном самка, хотя самец иногда помогает. Чаще всего выживает только один птенец. Птенцы встают на крыло в возрасте 76—75 дней. Половой зрелости птенцы достигают через 3—4 года.
- яйцо Aquila rapax -  Тулузский музей